# سنکروترون
سنکروترون (به فرانسوی: synchrotron) که نخستین بار توسط لوییس آلوارز ابداع شد، نوعی از شتاب‌دهنده ذرات به شکل یک حلقه دایره‌ای است که با کمک میدان‌های الکتریکی و مغناطیسی، تابش الکترومغناطیسی تولید می‌کند ذراتی که با سرعتی نزدیک به سرعت نور در یک محیط الکترومغناطیسی حرکت می‌کنند، در جهت حرکتشان، نوری منتشر می‌کنند که تابش سینکروترون یا نور سنکروترون نامیده می‌شود. تابش سنکروترن یک امکان توانمند برای مطالعه ساختمان مولکولی و تغییرات شکل و ترکیبات سلولی در هنگام واکنش‌های شیمیایی است که در زمینه‌های مختلف تحقیقاتی و کاربردی در فیزیک، پزشکی، صنعت، زیست‌شناسی، باستان‌شناسی و … کاربرد دارد. استفاده از تابش سینکروترون برای علوم بنیادی و فناوری‌های کاربردی، رشد فزاینده‌ای را در چند دهه اخیر تجربه کرده‌است.
مزیت این نوع از شتابدهنده‌ها محدودیت کمتر در افزایش انرژی ذرات است که باعث می‌شود ذرات بنیادی را بتوان به انرژی‌های چندین گیگا الکترون ولت و بیشتر رساند. سینکروترونها اصولاً از جمله شتابدهنده‌های دایره‌ای هستند که از سه دهه پیش تا کنون کاربرد صنعتی داشته‌اند. کاربرد نور سینکروترون در نانوتکنولوژی، زیست‌فناوری، بیوفیزیک، محیط زیست، صنایع پتروشیمی و مواد، پزشکی و عکسبرداری، ژنتیک و شناخت و تولید داروهای جدید و نیز در علوم باستانشناسی و در مواردی در صنایع نظامی و صنایع فضایی کاربرد دارد. نور سینکروترون هنگام حرکت دایره‌ای ذرات باردار تولید می‌شود و از طریق خروجیهایی بنام خط باریکه نور به اتاقهای آزمایش و تجهیزات آزمایشگاهی هدایت می‌شود.
اغلب سنکروترونهای نسل سوم در کشورهای اروپایی، ایالات متحده و نیز چین و ژاپن قرار دارد.

## فهرست
| سنکروترون                                      | مکان و کشور                                | قدرت (میلیارد الکترون ولت) | محیط (متر) | سفارش داده شد | از رده خارج شده‌است |
| ---------------------------------------------- | ------------------------------------------ | -------------------------- | ---------- | ------------- | ------------------ |
| چشمه نور ایران (شتابگر ملی)                    | قزوین، ایران                               | 3                          | 528        | ۲۰۲۵          |                    |
| سنکرترون استرالیایی                            | ملبورن، استرالیا                           | 3                          | 216        | 2006          |                    |
| LNLS                                           | کمپیناس، برزیل                             | 1.37                       |            | 1997          |                    |
| بواترن                                         | آزمایشگاه ملی لاورنس برکلی، USA            | 6                          | 114        | ۱۹۵۴ (میلادی) | ۱۹۹۳ (میلادی)      |
| Advanced Light Source                          | Lawrence Berkeley Laboratory, USA          | 1.9                        | 196.8      | ۱۹۹۳ (میلادی) |                    |
| Cosmotron                                      | آزمایشگاه ملی بروکهیون، USA                | 3                          | 72         | ۱۹۵۳ (میلادی) | ۱۹۶۸ (میلادی)      |
| Nimrod                                         | Rutherford Appleton Laboratory, UK         | 7                          |            | 1957          | 1978               |
| Alternating Gradient Synchrotron (AGS)         | آزمایشگاه ملی بروکهیون، USA                | 33                         | 800        | ۱۹۶۰ (میلادی) |                    |
| Stanford Synchrotron Radiation Laboratory      | آزمایشگاه ملی شتاب‌دهنده اسلاک، USA         | 3                          | 234        | ۱۹۷۳ (میلادی) |                    |
| Soleil                                         | پاریس، فرانسه                              | 3                          | 354        | 2006          |                    |
| سنکروترون پروتون                               | سرن، سوییس                                 | 28                         | 628.3      | ۱۹۵۹ (میلادی) |                    |
| تواترون                                        | Fermi National Accelerator Laboratory, USA | 1,000                      | 6,300      | ۱۹۸۳ (میلادی) |                    |
| LHC                                            | سرن، سوییس                                 | 7,000                      | 26,659     | ۲۰۰۸ (میلادی) |                    |
| BESSY II                                       | WISTA در برلین، آلمان                      | 1.7                        | 240        | ۱۹۹۸ (میلادی) |                    |
| European Synchrotron Radiation Facility (ESRF) | گرونوبل، فرانسه                            | 6                          | 844        | ۱۹۸۸ (میلادی) |                    |
| MAX-I                                          | MAX-lab, سوئد                              | 0.55                       | 30         | ۱۹۸۶ (میلادی) |                    |
| MAX-II                                         | MAX-lab, سوئد                              | 1.5                        | 90         | 1997          |                    |
| MAX-III                                        | MAX-lab, سوئد                              | 0.7                        | 36         | ۲۰۰۸ (میلادی) |                    |
| ELETTRA                                        | تریسته، ایتالیا                            | 2-2.4                      | 260        | ۱۹۹۳ (میلادی) |                    |
| Diamond Light Source                           | آکسفوردشر، انگلستان                        | 3                          | 561.6      | ۲۰۰۲ (میلادی) |                    |
| DORIS III                                      | دسی (شتابدهنده), آلمان                     | 4.5                        | 289        | ۱۹۸۰ (میلادی) |                    |
| PETRA II                                       | دسی (شتابدهنده), آلمان                     | 12                         | 2,304      | ۱۹۹۵ (میلادی) | ۲۰۰۹ (میلادی)      |
| Canadian Light Source                          | دانشگاه ساسکاچوان، کانادا                  | 2.9                        | 171        | ۲۰۰۲ (میلادی) |                    |
| SPring-8                                       | RIKEN, ژاپن                                | 8                          | 1436       | 1997          |                    |
| Taiwan Photon Source                           | Hsinchu Science Park, تایوان               | 3.3                        | 518.4      | ۲۰۰۸ (میلادی) |                    |
| Siam Photon Source                             | Suranaree University of Technology, تایلند | 1.2                        | 43.19      | ۲۰۰۸ (میلادی) |                    |
|                                                | اسپانیا (بارسلونا)-ALBA                    |                            |            | ۲۰۰۹ (میلادی) |                    |

## کاربرد
- علم حیات: بلورشناسی پروتئین
- Drug discovery and research
- "Burning" computer chip designs into metal wafers
- Studying مولکول shapes and protein crystals
- Analyzing chemicals to determine their composition
- Observing the reaction of living cells to drugs
- Inorganic material crystallography and microanalysis
- فلورسنس studies
- مطالعه نیمه‌رسانا‌ها
- Geological material analysis
- تصویربرداری پزشکی
- پروتون‌درمانی to treat some forms of سرطان